# Nanteuil-la-Fosse

Nanteuil-la-Fosse este o comună în departamentul Aisne din nordul Franței. În 1 ianuarie 2022 avea o populație de 196 de locuitori.